# Resident Evil: The Umbrella Chronicles
Resident Evil: The Umbrella Chronicles (укр. Оселя зла: Хроніки Амбрелли) — відеогра в жанрі rail light-gun shooter розроблена японськими компаніями Capcom і Cavia, та видана першою. Гра вийшла 13 листопада 2007 року для Wii у Північній Америці, 15 листопада в Японії та 30 листопада в Європі, за винятком Німеччини, де гра недоступна через заборону рейтингу USK.
Гра демонструє діяльність корпорації Амбрелла у серії Resident Evil через оповідь Альберта Вескера, колишнього науковця корпорації, та через приховані документи, що стосуються секретних мотивів та дій організації. Гра складається з п'яти сценаріїв, які повторюють події Resident Evil Zero, ремейку Resident Evil і Resident Evil 3: Nemesis, а також нових матеріалів, що стосуються краху компанії.

## Ігровий процес
The Umbrella Chronicles — це гра в жанрі rail shooter. Гравці можуть використовувати пульт Wii для прицілювання та стрільби, як світловий пістолет. Гра також підтримує Wii Zapper. Гравці рухаються заздалегідь визначеним маршрутом, вбиваючи ворогів і збираючи додаткову зброю та лікувальні предмети, час від часу обираючи між кількома напрямками. Використовуючи джойстик, гравці можуть обмежено озиратися навколо. У деяких випадках Wii Remote можна використовувати для використання зброї ближнього бою проти ворогів, коли камера перемикається на вид від третьої особи, або використовувати синхронізовані натискання кнопок у певних кат-сценах, щоб уникати пасток і ворожих атак. Кожен етап розділений на окремі глави і містить контрольні точки збереження в кінці кожної глави. В кінці кожного етапу гравці отримують зірки, які можна використати для покращення зброї. Для розблокування деяких рівнів гравцеві потрібен певний рейтинг, найкращий з яких — «S». На нього впливає кількість знищених предметів, здобутих об'єктів, файлів, критичних влучень, тощо.

## Сюжет
The Umbrella Chronicles складається з кількох сценаріїв, які побудовані на різних сюжетних елементах серії. Перші три сценарії гри, «Залізнична катастрофа» (англ. Train Derailment), «Інцидент в маєтку» (англ. The Mansion Incident) та «Знищення Раккун» (англ. Raccoon's Destruction), розгортаються в Раккун-Сіті або його околицях у 1998 році. Фінальний сценарій, заснований на новому матеріалі, розгортається в Росії у 2003 році. У грі представлені дев'ять ігрових персонажів з попередніх ігор серії, зокрема Ребекка Чемберс, Біллі Коен, Кріс Редфілд, Джилл Валентайн, Карлос Олівейра, Альберт Вескер, Ада Вонґ, Річард Ейкен і Ханк.
Перший сценарій гри, заснований на подіях Resident Evil Zero, розповідає про те, як оперативник S.T.A.R.S. Ребекка Чемберс і колишній морпіх Біллі Коен вирушають у подорож потягом, який зрештою привозить їх до закинутої тренувальної бази. Опинившись на об'єкті, вони виявляють, що їх переслідує Джеймс Маркус, співзасновник корпорації Амбрелла і творець Т-вірусу, який зумів воскресити себе за допомогою піддослідних п'явок. Після протистояння Маркус мутує в монстра, але переможений тандемом. Чемберс і Коен тікають, коли об'єкт самознищується. Інший розділ сценарію розповідає про дії Вескера, який тепер видає себе за лідера загону Альфа S.T.A.R.S., коли він намагається втекти з тренувальної бази. Ця глава також знайомить нас із Сєрґєєм Владіміром та одним із його охоронців Тираном під кодовою назвою «IVAN».
Далі гра переказує події першого Resident Evil. Сценарій розповідає про Кріса Редфілда та Джилл Валентайн, на відміну від оригіналу, в якій ці двоє розділилися. Редфілд і Валентайн змушені пробиратися через маєток, повний немертвих, перш ніж натрапляють на секретний дослідницький центр Амбрелли в підвалі маєтку. Потім вони виявляють наймогутніше творіння цього об'єкту, Тирана, і знищують його. Сценарій складається з двох різних розділів, які розкривають дії Чемберс між Resident Evil Zero і Resident Evil, а також оживлення і втечу Вескера після його нібито загибелі.
Наступний сценарій відбувається в Раккун-Сіті під час подій Resident Evil 3: Nemesis. Валентайн знову повертається в гру, і в парі з найманцем Карлосом Олівейрою вони намагаються вижити після спалаху Т-вірусу. Після перемоги над кількома небіжчиками Валентайн і Олівейра стикаються з Немезисом, вдосконаленим Тираном, якого послали вбити Джилл. Вони перемагають Немезиса і тікають з міста до того, як його знищить у відчаї уряд Сполучених Штатів. Сценарій також містить два розділи, в яких детально описуються другорядні ролі Ади Вонґ і Ханка під час подій основного сценарію.
Заключний сценарій гри складається з нових матеріалів, які розповідають про те, як Редфілд і Валентайн разом з іншими озброєними активістами, що виступають проти біологічної зброї, розслідують останню твердиню корпорації Амбрелла в Росії. Незважаючи на значні жертви, Редфілд і Валентайн проникають усередину об'єкту, де стикаються з останнім творінням корпорації — проєктом T-ALOS — і знищують його. В останній главі гри Вескер проникає до об'єкту в спробі відновити найважливіші файли корпорації Амбрелла. Він стикається зі своїм давнім заклятим ворогом, Сєрґєєм Владіміром, якого він перемагає. У титрах гри повідомляється, що секрети корпорації нарешті розкриті. В результаті уряд США виграє судовий позов проти керівництва компанії.

## Розробка
Гра була розроблена спільно японськими компаніями Capcom та Cavia, а продюсером гри став Масачіка Кавата, який працював над портом Resident Evil 4 для PlayStation 2. На виставці E3 2006 Capcom оголосила, що розробка ексклюзивної гри Resident Evil для Wii вже ведеться, і зазначила, що гра буде підтримувати роботу унікального контролера Wii Remote, що дасть гравцям нові враження від гри.
Короткий ролик гри був показаний на Nintendo World 3 листопада 2006 року, де було оголошено дату релізу — 2007 рік. 6 квітня 2007 року на офіційному японському сайті з'явився офіційний тизер. 13 квітня 2007 року на ньому з'явився другий трейлер, портрети персонажів та скріншоти. Реліз гри в Японії супроводжувався лімітованою колекційною коробкою Biohazard з кількома предметами. Крістіан Свенссон, старший директор зі стратегічного планування та розвитку Capcom, заявив, що гра підтримуватиме 480p та широкоформатну роздільну здатність 16:9. На своїй пресконференції перед E3 11 липня 2007 року Nintendo оголосила, що Wii Zapper буде сумісний з грою.
Спочатку планувалося, що гра буде схожа на Resident Evil 4. Однак в інтерв'ю Famitsu продюсер гри Масачіка Кавата розкрив причину радикальних змін в ігровому процесі: за його словами, «власники Wii люблять простоту», а гра в стилі Resident Evil 4 була б «занадто складною» для того, щоб вони змогли насолодитись нею. Кавата пояснив, що «складне управління може стати перешкодою для гравців Wii», і що йому довелося «піти на компроміс і знизити рівень складності» та «зменшити кількість деталей, розрахованих лише для вузького кола ентузіастів».

## Випуск
Resident Evil: The Umbrella Chronicles вийшла наприкінці 2007 року. Для просування випуску гри Capcom випустила широку лінійку супутніх продуктів, які розширюють сюжетну лінію шутера. Сюди входить графічний роман, кілька спін-офф новел та випуск офіційного саундтреку.
- Biohazard: The Umbrella Chronicles ~Hōkai he no Jokyoku~ (яп. バイオハザード アンブレラ・クロニクルズ, укр. Біонебезпека: Хроніки Амбрелли ~Увертюра до колапсу~) — серія з двох коміксів, опублікованих у журналі Shōnen Champion в Японії. Перший розділ вийшов 8 листопада 2007 року, другий — 15 листопада, того ж дня, коли в Японії вийшла гра. Сюжет для манги написав Масару Міядзакі. Ілюстрації зробив Наоцуґу Мацуеда. Сюжет манґи заснований на грі, події якої відбуваються незадовго до вторгнення на російський об'єкт «Амбрелли» у вигаданому російському селі. Головні герої Кріс Редфілд і Джилл Валентайн занурюються в різні дивні події в селі, яке було повністю інфіковане Т-вірусом, перш ніж знайти єдину вцілілу, молоду дівчину на ім'я Анна, а потім зіштовхнутися з Вескером.
- Biohazard: The Umbrella Chronicles SIDE A (яп. バイオハザード アンブレラ・クロニクルズ SIDE A, укр. Біонебезпека: Хроніки Амбрелли Сторона А) та Biohazard: The Umbrella Chronicles SIDE B (яп. バイオハザード アンブレラ・クロニクルズ SIDE B, укр. Біонебезпека: Хроніки Амбрелли Сторона Б) є романами, написаними Осаму Макіно, та які засновані на подіях Resident Evil: The Umbrella Chronicles і є прямими новелізаціями гри[7]. Перша книга вийшла в Японії 22 грудня 2007 року. Друга була опублікована у січні 2008.
- Бластер Resident Evil — заміна Wii Zapper. Пістолет поставляється зі знімною кобурою для Nunchuk. Кобура відкидається донизу, що дозволяє легко перезаряджати пістолет під час гри. У комплект також входить наклейка, яку можна наклеїти на пульт Wii із зображенням персонажів гри, і рукоятка для Nunchuk з логотипом корпорації Umbrella.
- Biohazard: The Umbrella Chronicles Original Soundtrack було створено Масафумі Такада[en] та Дзюн Фукуда з Grasshopper Manufacture[en], із зображенням Ади Вонґ на обкладинці. CD з 49 треками вийшло в Японії 19 грудня. Воно було видане видавництвом Suleputer[en] і розповсюджувалось компанією Sony Music Distribution за ціною 3150 єн. До саундтреку додається повнокольоровий буклет. Початковий тираж був лімітованим, додавались спеціальні футляри.

## Сприйняття
| Агрегатор    | Оцінка        |
| ------------ | ------------- |
| GameRankings | 75.03 % (Wii) |
| Metacritic   | 75 % (Wii)    |

| Видання        | Оцінка    |
| -------------- | --------- |
| 1Up.com        | B+        |
| Edge           | 7 з 10    |
| Eurogamer      | 7 з 10    |
| Famitsu        | 32 з 40   |
| Game Informer  | 8.25 з 10 |
| GamePro        | (4.25/5)  |
| GameRevolution | B         |
| GameSpot       | 7.0 з 10  |
| GameSpy        | [ 16 ]    |
| GamesRadar+    | 7 з 10    |
| IGN            | 7.9 з 10  |
| X-Play         | 4/5 зірок |

Wii-версія The Umbrella Chronicles отримала позитивні оцінки від критиків. GamePro похвалили захопливий геймплей, додавши, що «єдиним недоліком гри є її невелика тривалість». GameTrailers назвали гру «фантастичною в цілому» і «чудовим введенням в жанр», похваливши гру за її вражаючу довжину і додатковий контент, але заявили, що хоча графіка «виглядає добре», вона іноді «поступається» Resident Evil 4. IGN похвалили гру за «дивовижно крутий» дизайн, але поскаржилися на відсутність згадок про Resident Evil 2 і 4, а також на занадто повільний, на їхню думку, ігровий процес; з іншого боку, вони назвали новинку «досить вражаючою» і заявили, що «не можна заперечувати задоволення», яке вони отримали від неї. GameSpot похвалили легке управління та зовнішній вигляд гри, але розкритикували музичний супровід, заявивши, що «він підриває атмосферу» і що «геймплей гри все ще може здаватися обмеженим». 1UP.com описали гру як «напрочуд ситний досвід» і «шутер, який приносить задоволення», а також похвалили глибину і стратегію, яку пропонує ігровий процес, але поскаржилися на складні постріли в голову і заявили, що «гра насправді не може перевершити свою первісну задумку».
Версія гри для Wii розійшлася по всьому світу накладом понад 1,4 мільйона копій.